# 메달 오브 아너

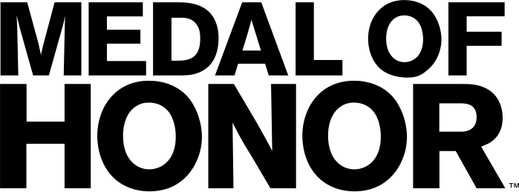

메달 오브 아너(Medal of Honor)는 옛날의 드림웍스 인터렉티브이자 지금의 EA 로스앤젤레스에서 제작하고 일렉트로닉 아츠에서 배급하는 제2차 세계 대전을 배경으로 한 1인칭 슈팅 게임 시리즈물이다. 2010년에 발매되는 최신 시리즈는 제2차 세계 대전을 배경으로 하지 않고 현대전으로 바꾸어서 최근의 같은 장르의 경쟁 게임들의 추세를 따르는 듯하다.

## 시리즈
- 메달 오브 아너 - 플레이스테이션
- 메달 오브 아너: 언더그라운드 - 플레이스테이션
- 메달 오브 아너: 얼라이드 어썰트 - 마이크로소프트 윈도우, 매킨토시
- 메달 오브 아너: 프론트라인 - 플레이스테이션 2, 엑스박스, 게임큐브
- 메달 오브 아너: 라이징 선 - 플레이스테이션 2, 엑스박스, 게임큐브
- 메달 오브 아너: 퍼시픽 어썰트 - 마이크로소프트 윈도우
- 메달 오브 아너: 유러피언 어썰트 - 플레이스테이션 2, 엑스박스
- 메달 오브 아너: 히어로즈 - 플레이스테이션 포터블
- 메달 오브 아너: 뱅가드 - 플레이스테이션 2, 위
- 메달 오브 아너: 에어본 - 마이크로소프트 윈도우, 플레이스테이션 3, 엑스박스 360
- 메달 오브 아너: 히어로즈 2 - 플레이스테이션 포터블, 위
- 메달 오브 아너 - 윈도우, 플레이스테이션 3, 엑스박스 360
- 메달 오브 아너: 워파이터- 마이크로소프트 윈도우, 플레이스테이션 3, 엑스박스 360, Wii U

### 취소된 게임
플레이스테이션 2 기반으로 개발되었던 메달 오브 아너: 파이터 커맨드(Medal of Honor: Fighter Command), 그리고 라이징 선의 후속작인 메달 오브 아너: 라이징 선 2(Medal of Honor: Rising Sun 2)이 있다.

### 시리즈별 공식 사이트
- 메달 오브 아너 (1999년 게임)
- 언더그라운드
- 얼라이드 어썰트
  - 스피어헤드
  - 브레이크 쓰루
- 프론트라인
- 라이징 선
- 인필레이터
- 퍼시픽 어썰트
- 유러피언 어썰트
- 히어로즈
- 뱅가드
- 에어본
- 히어로즈 2
- 메달 오브 아너 (2010년 게임)